# Kindererholungszentrum Nadeschda
Das Kindererholungszentrum „Nadeschda“ (deutsch: Hoffnung) am Wilejkasee bei Wilejka in Belarus ist ein seit 1994 funktionierendes Modellprojekt für die Erholung und Rehabilitation von Kindern, die in den radioaktiv kontaminierten Regionen vor allem im Südosten von Belarus leben. Jährlich kommen rund 6000 Kinder dorthin. Nadeshda ist ein gelungenes Projekt für die solidarische Bewältigung der Folgen der Tschernobyl-Katastrophe am 26. April 1986.

## Entstehung

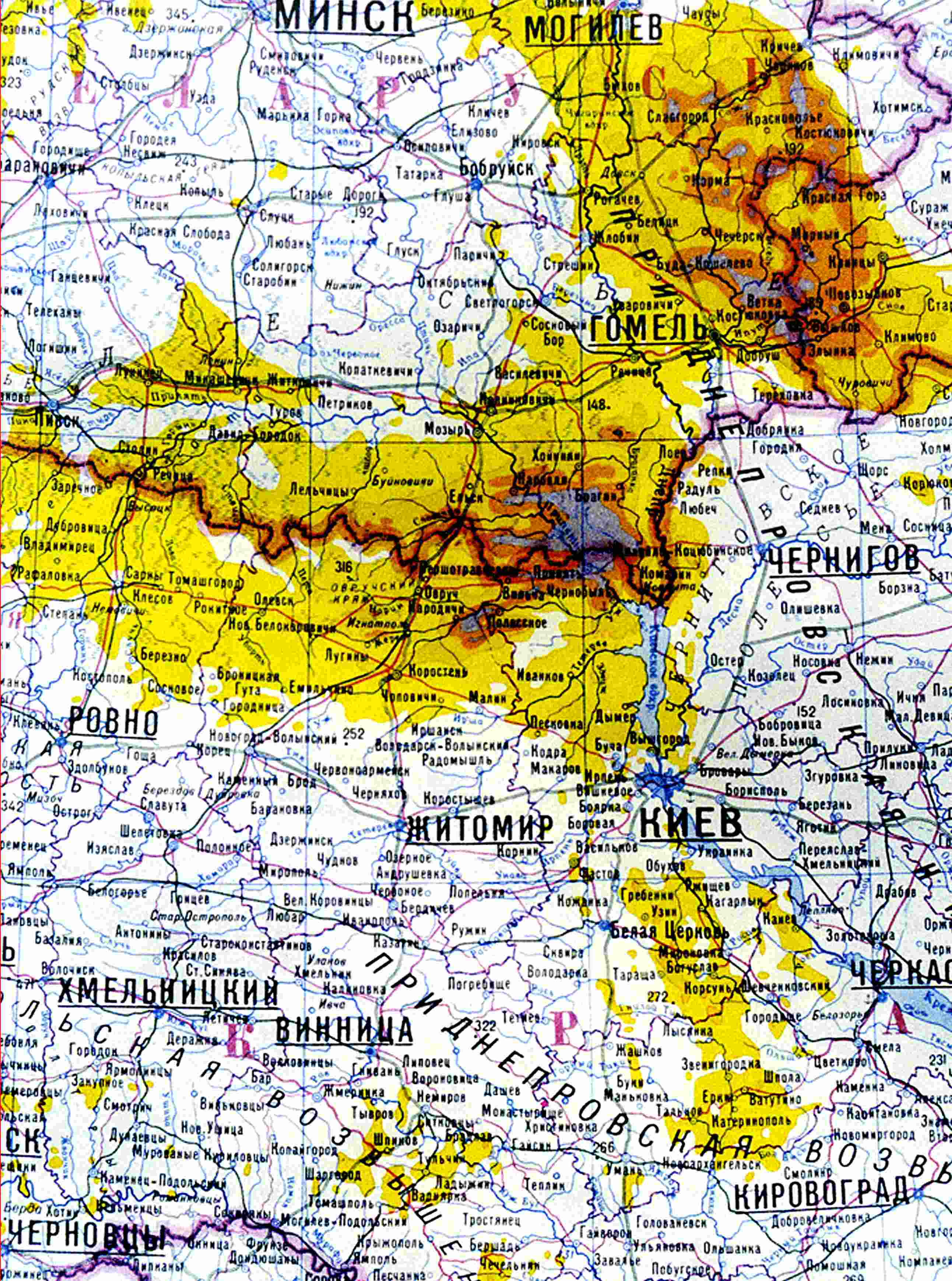
Belastungskarte

Die Entstehung des Zentrums steht im Zusammenhang mit dem Projekt der Aussöhnung von Deutschen und den Völkern der damaligen Sowjetunion Ende der 1980er Jahre. Teilnehmer der 2. Politischen Pilgerfahrt im September 1989 nach Belarus wurden um Unterstützung bei der Bewältigung der Folgen der Tschernobyl-Katastrophe gebeten, da die Größe der Probleme die Möglichkeiten des relativ kleinen Landes bei weitem übersteigt. Vor allem über dem Südosten des Landes waren rund 70 Prozent des radioaktiven Fallouts niedergegangen und kontaminierten dauerhaft 23 Prozent des Territoriums. Die Menschen in Belarus erfuhren dies erst 1989, als die sowjetische Führung endlich die Veröffentlichung von Strahlenkarten zuließ. An mehreren Orten in ganz Europa entstanden Tschernobyl-Hilfsvereine, die ihre Aufgabe in der Einladung von Kindern zur Erholung in Westeuropa oder der Unterstützung medizinischer Einrichtungen sahen. So entstand Anfang der 1990er Jahre die Idee eines Kindererholungszentrums in Belarus. Daran beteiligten sich als Partner die Männerarbeit der EKD (damals Frankfurt am Main), der Verein „Leben nach Tschernobyl“ Frankfurt am Main und die „Belarussische Ökologische Union“ in Minsk. Ziel war es, die völlig unzureichende Zahl von Sanatoriumsplätzen in Belarus zu erhöhen.
Im Jahr 1992 wurde die Idee entwickelt, in partnerschaftlicher Zusammenarbeit in Belarus ein Erholungszentrum zu errichten, das die Anzahl von Sanatoriumsplätzen erhöhte und eine ganzjährige Kindererholung im eigenen Land mit europäischen Standards ermöglichte. Dies sollte zu einer besseren Zukunftsperspektive der Kinder beitragen und ihnen ermöglichen, statt auszuwandern im eigenen Land zu leben. 

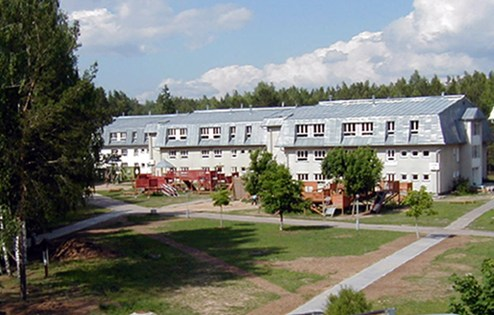

1992 wurde das Belarussisch-deutsche gemeinnützige Gemeinschaftsunternehmen ''Nadeshda 21. Jahrhundert'' gegründet. Eine leerstehende Außenstelle der biologischen Fakultät der Universität Minsk im Naturschutzgebiet am Wilejkasee wird für das Zentrum zur Verfügung gestellt und in den Folgejahren unter aktiver Mitwirkung von Ingenieuren, Handwerkern, Bundeswehrsoldaten, Auszubildender und anderen Freiwilligen vor allem aus Deutschland zu einem modernen Zentrum um- und ausgebaut. Einweihung ist am 24. September 1994.

## Anliegen und Schwerpunkte

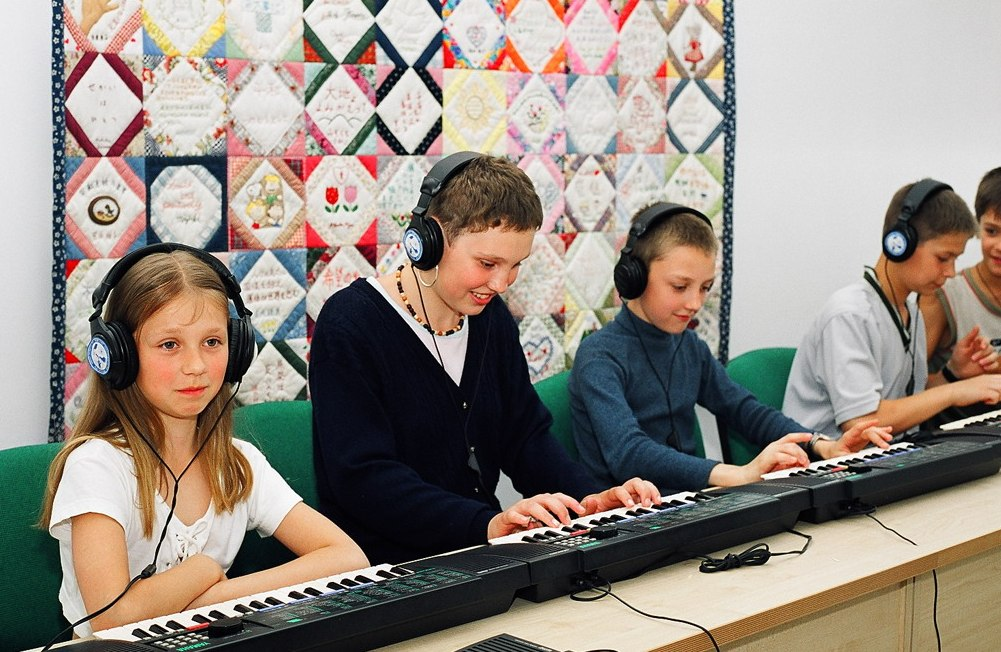

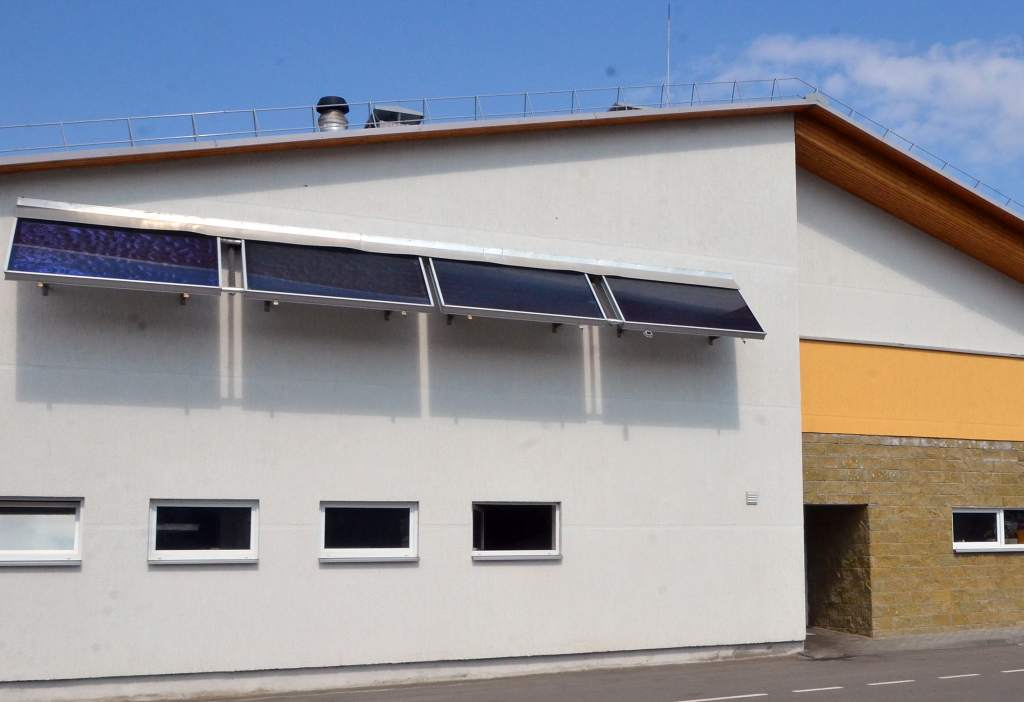

Für das Zentrum wurde ein von einem internationalen Expertenteam erarbeitetes fortschrittliches und ganzheitliches Erholungs- und Bildungskonzept erarbeitet, das ständig weiter entwickelt wird. Ziel ist eine Einrichtung mit Standards, wie sie im westlichen Ausland üblich sind. 

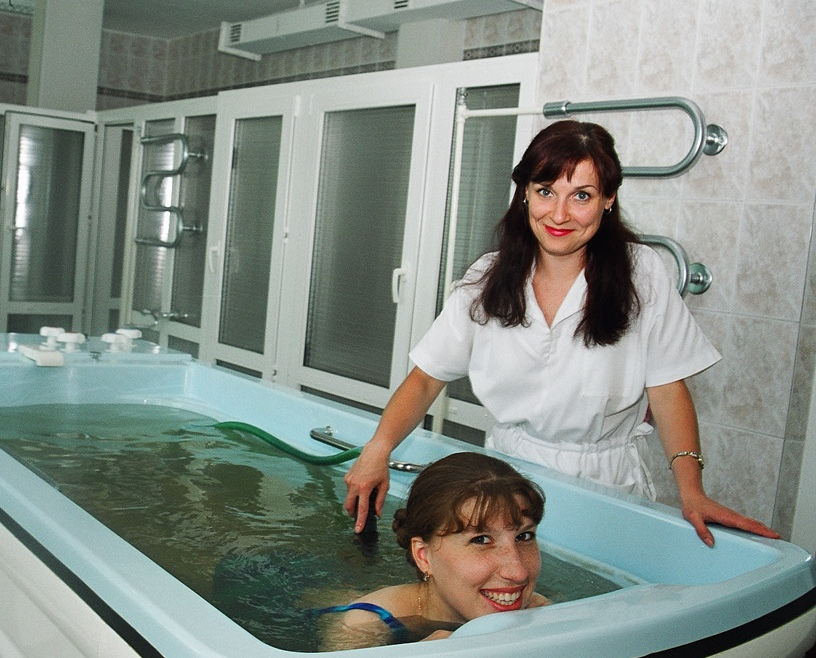

- Medizinische Rehabilitierung und Erholung: Gerade Kinder und Jugendliche, die tagtäglich starker Strahlung ausgesetzt sind, leiden unter gesundheitlichen Folgen. Viele haben ein schwaches Immunsystem, Erkrankungen der Atmungsorgane, des Verdauungstraktes, der Sehorgane (Grauer Star), Herzrhythmusstörungen, eine Unterfunktion der Schilddrüse und Diabetes. Dazu kommen unterschiedliche Krebsformen. Im Zentrum gibt es qualifizierte medizinische Behandlung durch Fachpersonal und in apparativ gut ausgestatteten Räumen (z. B. Abteilung für medizinische Bäder). Für sportliche Aktivitäten steht eine Sporthalle zur Verfügung. Geplant ist der Bau einer Schwimmhalle. Wert gelegt wird auf gesunde Ernährung durch selbst angebaute ökologische Lebensmittel.

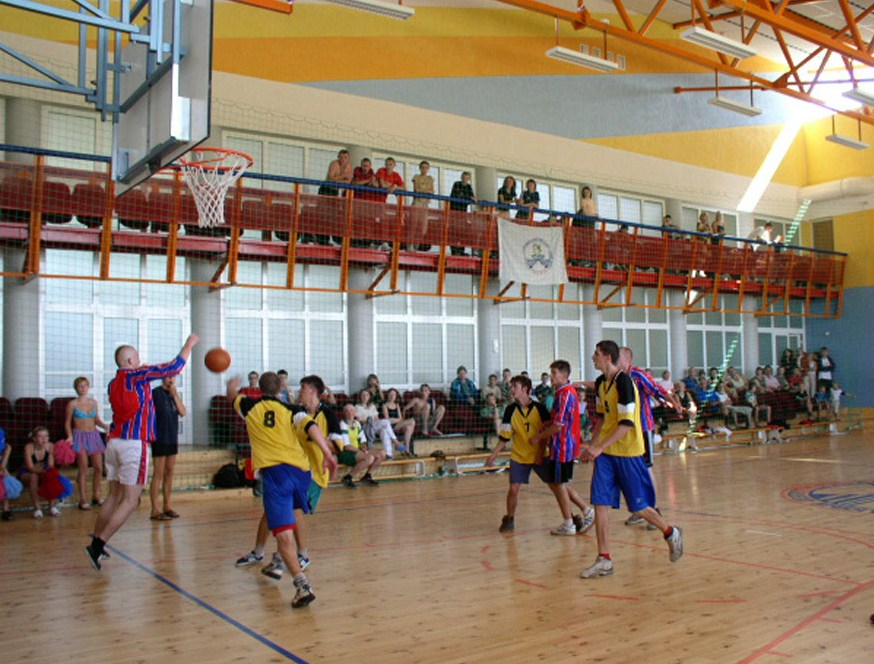
Der Sport ist ein wichtiger Teil des ganzheitlichen Bildungskonzepts

- Der Sport ist ein wichtiger Teil des ganzheitlichen BildungskonzeptsBildungsbegriff: Gefördert wird ganzheitliche Bildung, die die Stärkung der Persönlichkeit des Kindes und die Ermutigung zur Teilhabe an gesellschaftlichen Prozessen zum Ziel hat. Da ein regulärer Aufenthalt 24 Tage dauert, bekommen die Kinder Schulunterricht. Das Zentrum hat eine eigene Schule, die offiziell als Filiale der Schule im nahe gelegenen Ilja geführt wird. Neben dem Schulunterricht gibt es im Zentrum „Zirkelarbeit“ (z. B. Keramik, Musik, Computergrafik, Fotografie etc.), die den Kindern helfen soll ihre Talente zu entdecken und Selbstbewusstsein und ein Verantwortungsgefühl zu entwickeln. Wichtiger Bestandteil der Konzeption ist auch der Austausch mit Kindern und Freiwilligen aus dem Ausland (Deutschland, Italien, Irland, Japan, Schottland …). Zunehmend spielt die Begegnung mit behinderten Menschen eine Rolle. Derzeit wird daran gearbeitet, die Behindertenarbeit zu einem neuen Schwerpunkt des Zentrums zu machen.

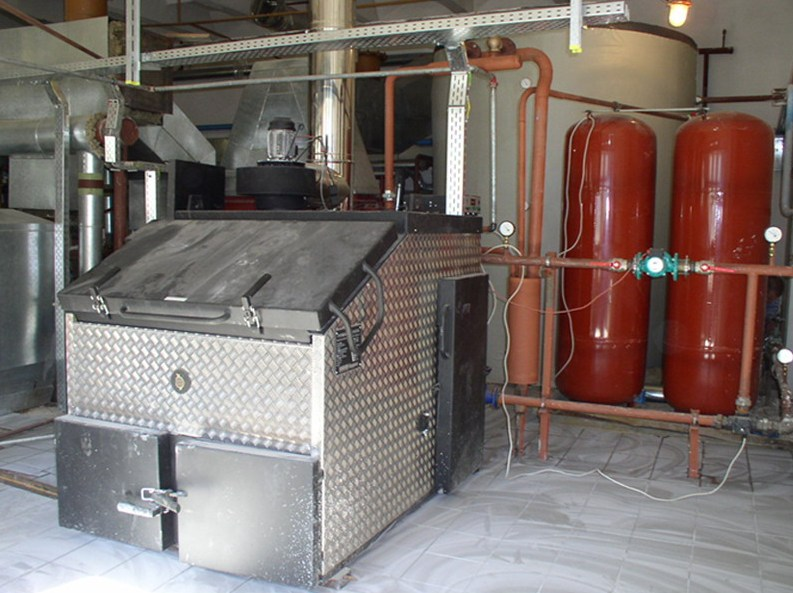

- Förderung Ökologischer Landwirtschaft und alternativer Energien: Um eine gesunde Ernährung mit frischen, unbelasteten Lebensmitteln sicherzustellen, wurde 1999 die Abteilung «Nadeshda Plus» gegründet, die auf 27 Hektar nach den Kriterien naturnaher Landwirtschaft Obst und Gemüse produziert und eine eigene Imkerei betreibt. Sie sorgt auch für das Holz, das in der Holzhackschnitzelanlage des Zentrums verbrannt wird. Inzwischen kommen 100 % des Wärmebedarfs aus dieser erneuerbaren Energiequelle. Anlässlich des 30. Jahrestages der Tschernobyl-Katastrophe am 26. April 2016 ist der Grundstein für eine Fotovoltaik-Anlage gelegt werden. Der vollständige Umstieg des Zentrums Nadeshda auf erneuerbare Energien ist von hoher symbolischer Bedeutung für Belarus, da er im Kleinen die Möglichkeit zeigt, dass eine Energiewende auch in Belarus möglich ist. Nadeshda hat 2004 den Status einer Demonstrationszone für hohe Energieeffizienz in Belarus erhalten und war die erste soziale Einrichtung, die 2008 ein Umweltmanagementsystem nach EMAS in Belarus eingeführt hat.

## Zahlen
Im Jahre 2015 waren ca. 6400 Personen (Kinder und Begleitpersonen) zur Kurbehandlung und Erholung in Nadeshda. Der größte Teil (ca. 4000) waren Kinder und Jugendliche mit ihren Lehrern aus den mit den Radionukliden kontaminierten Territorien, die nach den Gesetzen des Staates Anspruch auf solche Rehabilitationsmaßnahmen haben. Daneben kamen ca. 500 Kinder und Mütter nach dem Programm „Mutter und Kind“ und ca. 350 behinderte Kinder und junge Menschen mit Begleitpersonen. Um die zusätzlichen Kosten für die ganzheitlichen Angebote des Zentrums zu finanzieren, nimmt Nadeshda seit einigen Jahren in Zeiten, in denen die Kapazitäten nicht voll ausgelastet sind, auch freie, selbst zahlende Gäste zur Erholung auf. 2015 waren das ca. 1300 Personen. Zur Mitarbeiterschaft gehörten Anfang 2016 216 Personen, darunter 35 Personen in der medizinischen Abteilung und 28 in der pädagogischen Abteilung.

## Finanzierung
Der Etat des Zentrums betrug 2014 umgerechnet 4,1 Millionen Euro. Finanziert wird der Betrieb durch die Erstattungen des Staates für die gesetzlich vorgesehenen Rehabilitationsmaßnahmen und durch die Erlöse selbst zahlender Gäste. Durch die starke Inflation in Belarus gibt es immer wieder Finanzengpässe. Sie konnten bisher durch eine kluge Planung und Entwicklung neuer Einnahmequellen (Aufnahme von selbstzahlenden Gästen usw.) überwunden werden.
Die Finanzierung großer Investitionen wie den Ausbau der Mensa, den Bau der Sporthalle oder die geplante Schwimmhalle erfolgt durch Zuschüsse des Staates und durch namhafte Beiträge der deutschen Teilhaber. Bis 2003 hat das Bundesland Hessen größere Summen zur Verfügung gestellt. Auch die Evangelische Landeskirche Hessen-Nassau (EKHN) hat immer wieder Nadeshda unterstützt.
Das Fotovoltaik-Projekt (1. Bauabschnitt: ca. 260.000 Euro) wird aus Spenden und Beiträgen deutscher Freunde finanziert. Es wird erwartet, dass aus der (in Belarus das 2,7fache des „normalen“ staatlichen Ankaufspreises für elektrische Energie betragenden) Strom-Einspeisevergütung künftig ein Teil der Kindererholung finanziert werden kann.

## Trägerschaft
Träger des Zentrums ist die Belarussisch-deutsche gemeinsame Gesellschaft mit beschränkter Haftung „Rehabilitations- und Erholungszentrum Nadeshda“.
Teilhaber sind auf belarussischer Seite sind
- Der Fonds „Lebendige Partnerschaft Minsk“
- Das staatliche belarussische Departement für Tschernobyl-Fragen -

Auf deutscher Seite sind Teilhaber:
- Der Verein „Freunde Nadeshdas“ e.V., in dem seit 2015 die bisherigen deutschen Träger sowie neue Träger zusammengeschlossen sind:  -- Leben nach Tschernobyl e.V. Frankfurt am Main   -- Männerarbeit der EKD, Hannover  -- Sozialdienst evangelischer Männer Westfalen    -- Projektgruppe Kinder von Tschernobyl e.V Bad  Schwalbach  -- Freunde der Kinder von Tschernobyl Württemberg e.V (seit 2015)  -- Bottroper Bürger begeistert im Einsatz (BOBBIES) e.V (seit 2015)  --Kinder von Shitkowitschi – Leben nach Tschernobyl e.V. (seit 2015)   -- Landesverband Westfalen und Lippe der Kleingärtner e.V (seit 2015). Weblinks der Organisationen unten.  Darüber hinaus wird das Zentrum unterstützt italienischen (Umweltorganisation Legambiente, Abt. Solidarieta), irischen (Chernobyl Children´s Trust) und japanischen (Tschernobyl-Kinder-Stiftung, Tokio) Tschernobyl-Hilfsvereinen unterstützt.

## Erfolge und Auszeichnungen
Nadeshda nimmt unter den insgesamt 9 Rehabilitations- und Kindererholungszentren in Belarus (Nadehsda; Shdanowitschi im Minsker Gebiet, Switanok; Kolos im Brester Gebiet, Sidelniki, Ptitsch, Praleska im Gomeler Gebiet, Shemtschushina im Witebser Gebiet und Lesnaja poljana im Grodneoer Gebiet) eine besondere Rolle ein. Es ist zusammen mit Ökodom der deutschen Organisation Heim statt Tschernobyl das bisher einzige gemeinsame belarussisch-deutsche humanitär-soziale Projekt, das auf Dauer funktioniert.
In der Bewertung der Kindererholungseinrichtungen, die jährlich in Belarus durchgeführt werden, wird Nadesdha in den letzten Jahren stets an erster oder zweiter Stelle geführt.
Im Jahr 2004 wurde das Zentrum mit der Ehrenurkunde des Ministerrats von Belarus ausgezeichnet.
Auch in Deutschland fand das länderübergreifende Partnerschaftsprojekt Aufmerksamkeit und Anerkennung. Es gab mehrere Preise u. a.:
- Förderpreis Humanitäre Hilfe für Mittel- und Osteuropa 1999 der Robert-Bosch-Stiftung[6]
- Förderwettbewerb Junge Wege in Europa: Ausgezeichnet wurde 2006 die Projektwoche des König-Heinrich-Gymnasiums in Fritzlar zum 20. Jahrestag von Tschernobyl[7]
- Sonderpreis 2011 im Rahmen des Spielraumpreises[8]